# Гари Колман
Гари Вејн Колман (енгл. Gary Wayne Coleman; Зајон, Илиноис, 8. фебруар 1968 — Прово, Јута, 28. мај 2010) био је амерички глумац. Остао је упамћен по улози Арнолда Џексона у телевизијској серији Diff'rent Strokes. Касније је углавном добијао мање и епизодне улоге. Такође се појављивао и у неколико музичких спотова разних извођача. Учествовао је на изборима за гувернера Калифорније 2003. године када је освојио 8. место. Умро је у 42. години живота.